# FC Dinamo Brest
FC Dinamo Brest este o echipă de fotbal din Brest, Belarus, care joacă în Prima Ligă Bielorusă.

## Titluri
- Cupa Bielorusiei: 3

2007, 2017, 2018
- Supercupa Belarusului (2): 2018, 2019